# Maják Barns Ness
Maják Barns Ness se nachází na stejnojmenném mysu v zálivu Firth of Forth asi 5 km od Dunbaru ve starobylém hrabství Lothian v jihovýchodním Skotsku. Maják spravovala Severní rada majáků (Northern Lighthouse Board, NLB) v Edinburghu. Je památkou kategorie B zapsanou v roce 1986 na seznam památek Spojeného království.

## Historie
Maják byl postaven skotskými inženýry a bratry Davidem A. Stevensonem a Charlesem Alexanderem Stevensonem (bratranci spisovatele Roberta Louise Stevensona) v letech 1899–1901. Stavba trvala přibližně dva a půl roku a byla postavena z kamene vytěženého v Craigree (poblíž Cramondu) a Barntonu).
Po rozsvícení 1. října 1901 maják vydával tři bílé záblesky každých třicet sekund. Světelným zdrojem byly páry z petroleje, který byl vzduchem tlačen do odpařovače. V roce 1966 byl maják elektrifikován, měl záložní generátor a nouzové baterie, stal se poloautomatickým. Také byl změněn zdroj světla a optika byla nahrazena třemi sadami uzavřených elektrických lamp o svítivosti 1 300 000 cd s dosvitem 25 nm.
Do 11. července 1966 byli přítomni dva strážci majáku, každý měl svůj jednopatrový domek. Po roce 1966  byl snížen počet strážců na jednoho a po automatizaci v roce 1986 byl řízen z centrály Northern Lighthouse Board v Edinburghu a dosvit byl snížen na 10 nm (16 km). Po vyhodnocení potřeb navigace v zálivu byl maják vyřazen z provozu 27. října 2005 a je pouze denní navigační značkou (orientační bod).
V roce 2007 maják za více než 100 000 £ koupila společnost Lafarge, která v blízkosti vlastní lom.

## Popis
Maják je 37 m vysoká válcová nahoru se zužující zděná omítaná kamenná věž s ochozem a lucernou, která má mřížová trojúhelníková okna a kopulovou černou střechu. Maják je bíle natřený. Nad vstupními dveřmi do majáku je datum 1901.
Domy strážců jsou omítané jednopatrové trojtraktové s pultovou střechou. Rohová bosáž i šambrány oken a centrálních dveří jsou tvořeny neomítanými kamennými kvádry. K areálu patřily ještě sluneční hodiny a stožár.
Přízemní domky nabízejí pobytovou rekreaci, Jsou zde k dispozici: jeden dvoulůžkový pokoj s vlastní koupelnou s vanou, sprchovým koutem, umyvadlem a WC, tři dvoulůžkové pokoje s oddělenými postelemi a jeden dvoulůžkový pokoj s palandou. Koupelna s vanou, sprchou, umyvadlem a WC, šatna.